# Cerro Maggiore
Cerro Maggiore is een gemeente in de Italiaanse metropolitane stad Milaan (regio Lombardije) en telt 14.230 inwoners (31-12-2004). De oppervlakte bedraagt 10,2 km², de bevolkingsdichtheid is 1374 inwoners per km².
De volgende frazioni maken deel uit van de gemeente: Cantalupo.

## Demografie
Cerro Maggiore telt ongeveer 5538 huishoudens. Het aantal inwoners daalde in de periode 1991-2001 met 2,5% volgens cijfers uit de tienjaarlijkse volkstellingen van ISTAT.
| Jaar | Inwoneraantal |
| ---- | ------------- |
| 1991 | 14.246        |
| 2001 | 13.893        |

## Geografie
Cerro Maggiore grenst aan de volgende gemeenten: Rescaldina, Uboldo (VA), Legnano, Origgio (VA), San Vittore Olona, Parabiago, Nerviano.